# Manuel Alberto Rubio Baño
 Manuel Alberto Rubio Baño (Murcia, 2 mei 1987) is een gewezen Spaanse verdediger.
Hij kende zijn jeugdopleiding bij Real Murcia en startte zijn profloopbaan in 2005 bij de filiaal ploeg van zijn jeugdploeg, Real Murcia Juvenil dat op dat ogenblik uitkwam in Segunda División B. Om hem meer speelgelegenheid te geven verhuisde hij na één seizoen naar het één reeks lager spelend Moratalla CF. Aangezien de B ploeg van Real Murcia op het einde van dit seizoen degradeerde, keerde hij terug.  Tijdens het eerste seizoen van zijn terugkeer, werd hij kampioen in de Tercera División. Na een bijkomend seizoen in Segunda División B, verhuisde hij tijdens seizoen 2009-2010 naar reeksgenoot en streekgenoot Caravaca CF. Daar werd hij een van de smaakmakers van de ploeg zodat hij vanaf seizoen 2010-2011 transfereert naar streekgenoot en één reeks hoger (Segunda División A) spelend FC Cartagena.  Voor de winterstop kan hij echter geen basisplaats afdwingen en erger nog, niet één invalbeurt is hem gegund.  De ploeg uit Cartagena wilde hem daarom terug uitlenen.  Een van de geïnteresseerde ploegen was zijn voormalige club Caravaca CF, naast de optie om af te dalen naar FC Cartagena-La Unión. Maar de speler weigerde alle voorstellen en toen hem de toegang tot het oefenterrein geweigerd werd, stapte hij naar de rechtbank om de ploeg aan te klagen voor werkweigering.  Einde januari werd de speler terug opgenomen in de kern, maar toen einde maart de speler nog niet tot spelen was gekomen, ontbonden beide partijen in overleg hun contractuele verbintenissen.